# Isla Salmedina
Isla Salmedina eller Sal Medina är en ö i Mexiko. Den ligger i delstaten Veracruz, i den sydöstra delen av landet nära samhället Antón Lizardo. 
2018 arrangerades en stor ravefest på ön vilket orsakade skada på ekosystemet och öns population av sköldpaddor. Efter detta stängdes ön för allmänheten och blev ett naturskyddat område men myndigheterna har undersökt möjligheten att åter öppna ön.